# Бакроглавка
Бакроглавка (лат. Agkistrodon contortrix) је врста отровне змије, јамичарке, ендемична за источну Северну Америку; члан је потфамилије Crotalinae у породици Viperidae. Генеричко име потиче од грчких речи ancistro и odon, а специфично име потиче од латинског contortus; тако, научни назив се преводи у "уплетени зуб".